# گرتا گوندا
گرتا گوندا (انگلیسی: Greta Gonda؛ ‏ ۱۰ ژوئن ۱۹۱۷ – ۱۱ دسامبر ۱۹۷۴) بازیگر اهل اتریش و ایتالیا بود.
از فیلم‌هایی که وی در آن‌ها نقش داشته است، می‌توان به یک توپ و یازده مرد، مسالینا، روسینی، هارلم، شهبانوی ناوارا و دون پاسکواله اشاره نمود.